# گکوی کوتوله ایرانی
گکوی کوتوله ایرانی (نام علمی: Tropiocolotes persicus) گونه‌ای گکو بومی ایران و منطقه میان‌رودان است که از جمله زیباترین مارمولک‌های این نوع به شمار می‌رود. طول کل بدن این گکو میان ۸–۷ سانتی‌متر است.
الگوی رنگ‌آمیزی این گکو شامل تعدای نوار عرضی قهوه‌ای شکلاتی میان شانه‌ها و لگن در زمینه‌ای لیمویی رنگ است. حاشیه بیرونی نوارها تیره است و نواری تیره رنگ روی گردن دارد که گوشه عقبیش به سوی پشت و پایین امتداد می‌یابد. تعداد ۱۰ نوار تیره عرضی نیز بر روی دم آن وجود دارند.
گکوی کوتوله ایرانی دارای ۳ زیرگونه با نام‌های زیر است:
- گکوی کوتوله بختیاری، Microgecko persicus bakhtiari
- گکوی کوتوله میان‌رودان، Microgecko persicus euphorbiacola
- کوی کوتوله ایرانی معمولی، Microgecko persicus persicus